# Mighty Blackpool FC
Der Mighty Blackpool Football Club (Spitzname: The Tis-Tas Boys) ist ein Fußballverein aus Freetown, der Hauptstadt des westafrikanischen Sierra Leone. Der Verein spielt in der höchsten Spielklasse, der Sierra Leone Premier League.

## Geschichte
Der Verein war 1923 unter dem Namen Socro United gegründet worden und erhielt 1958 seinen heutigen Namen.
Zu den bekanntesten (ehemaligen) Spielern gehören Kabba Samura, Umaru Bangura und Lamin Suma.

## Erfolge
- Sierra-leonischer Meister: 1968, 1974, 1978, 1979, 1988, 1991, 1996, 1998, 2000, 2001
- Sierra-leonischer Pokalsieger: 1965, 1967, 1968, 1970, 1988, 1994, 2000